# 青岛机场站
青岛机场站位于中华人民共和国山东省青岛市胶州市，是中国国家铁路设在青島膠東國際機場综合交通中心（GTC）地下的一座空铁联运枢纽车站。
青岛机场站于2021年8月9日开通运营。铁路青岛机场站面积78500平方米，站厅层为地下一层；站台层为地下二层，规模为2台4线，运营初期每日有10趟列车停靠。

## 停站列车
| 车次  | 始发站 | 终到站 |
| ----- | ------ | ------ |
| G6901 | 青岛   | 济南东 |
| D1664 | 南通   | 太原南 |
| G6966 | 日照西 | 济南   |
| G6915 | 青岛北 | 菏泽东 |
| G2094 | 青岛北 | 兰州西 |
| D1663 | 南通   | 太原南 |
| G6967 | 济南   | 庄寨   |
| G6964 | 菏泽东 | 济南西 |
| G5565 | 济南西 | 济南西 |
| G6916 | 青岛北 | 菏泽东 |
| G6963 | 济南西 | 日照西 |

## 交通连接
青岛地铁8号线在机场航站楼地下设有胶东机场站。

## 外部連結
- 中国铁路客户服务中心 （页面存档备份，存于）